# Anton Kuchárek
Anton Kuchárek (26. ledna 1941 Kittsee – 30. října 2004) byl slovenský fotbalový útočník.

## Fotbalová kariéra
V československé lize hrál za ČH Bratislava a Slovnaft Bratislava. Po odchodu v Interu se vrátil do Petržalky. S Interem vyhrál v roce 1963 Rappanův pohár.

## Ligová bilance
| Ročník                                   | Zápasy | Góly | Klub                |
| ---------------------------------------- | ------ | ---- | ------------------- |
| 1. československá fotbalová liga 1961/62 | -      | 3    | ČH Bratislava       |
| 1. československá fotbalová liga 1962/63 | -      | -    | Slovnaft Bratislava |
| 1. československá fotbalová liga 1964/65 | -      | 0    | Slovnaft Bratislava |
| CELKEM                                   | -      | -    |                     |